# 五十嵐こずえ
五十嵐 こずえ（いがらし こずえ、1971年10月21日 - ）は、日本の元AV女優。所属事務所は渋谷にあったオフィス・GOLD。

## 略歴・人物
1991年5月にアダルトビデオメーカー・アロックスの専属女優としてAVデビュー。
同じく専属女優だったきららかおり、午後野弥生と共に看板女優として活躍した、90年代初頭を代表するアイドルAV女優の1人である。
後に専属を離れ、他メーカー作品にも出演した。
1992年に引退。
趣味:イヤリング集め。
スポーツ:水泳。

## 出演作品

### アダルトビデオ
1991年
- 天使のハンマー（5月30日、アロックス AJ-001）　※デビュー作
- くよくよしないで（6月30日、アロックス AJ-003）
- ディープキッス（アロックス AJ-006）
- 東京スターダスト（8月23日、アロックス AJ-009）
- GLORIA VIDEO版 VOL..3 五十嵐こずえ・午後野弥生・冬木あづさ ほか（8月、アロックス AM-001）
- スナップショット（アロックス AJ-014）
- どっかん!! 五十嵐こずえ（アロックス AJ-016）
- 天使のハンマー 2（アロックス AJ-018）
- リアル 五十嵐こずえ（アロックス/グロリア AG-055）
- 胸さわぎの学園 汚された制服（11月4日、大陸書房）
- あそこがヌルッちゃう（ポエム）
- マンスリーバースデーVol.1 五十嵐こずえ・仁科ひとみ・北原ななせ（東京三世社）

1992年
- こずえのスペルマハンター 絶頂！吸淫力（1月5日、大陸書房）
- クライマックスふたたび（1月15日、ファイブスター）
- 愛の嵐 禁断のトライアングル（1月17日、VIP）
- VIDEO MAGAZINE Beppin VOLUME30 山崎真由美・細川ふみえ・五十嵐こずえ ほか（1月20日、英知出版）
- 美獣学園 いちばん星きらり（1月22日、笠倉出版社）共演:西尾美樹、神崎七恵
- 桃尻ナースの裏筋クリニック ナマで何度も注射して…（1月31日、新東宝 Q-185）
- セクハラには御用心!（1月、新東宝 Q-183）
- 五十嵐こずえを犯る!（2月15日、ステラ）
- 100人のマドンナ PART.2（2月15日、笠倉出版社）全25名
- 特殊欲情'92 バスルームから愛撫をこめて…（2月29日、新東宝 Q-187）
- ぬれすぎちゃってこまるの（3月11日、VIP）※「愛の嵐 禁断のトライアングル」を再編集したもの
- お気に召すまま（3月13日、アリスJAPAN）
- ナース快楽館 5（3月15日、ファイブスター）全5名
- 五十嵐こずえ スペシャル（3月21日、笠倉出版社）
- 「いけないこと」教えてあげる（3月25日、マドンナ社）共演:西尾美樹
- 出血大制服 13（3月27日、VIP）
- 女子大生変態まんしょん（4月3日、アリスJAPAN）
- AVアイドルCLUB（4月15日、ファイブスター）全7名
- 女教師 悪夢の罠 10（4月21日、HRC）
- マドンナメイト スペシャル 特撮版 3（5月25日、二見書房）全15名
- うしろからおねがい（6月、VIP）※「五十嵐こずえを犯る！」を再編集したもの
- AV TOP ギャルズベスト10 4 あぶない贈り物（6月13日 笠倉出版社 AVJ33-16）全10名
- ナース天国SPECIAL 中原絵美・小沢奈美・浅井理恵・五十嵐こずえ 他（7月1日、笠倉出版社 AJV33-31）全20名
- 淫らな果実（7月19日、大陸書房）
- くいこみが濡れすぎ（8月31日、サクセス・ビデオ・コミュニティー）※「出血大制服 13」を再編集したもの
- 新ブルマー倶楽部 SPECIAL  五十嵐こずえ・小林里穂・河合美果 他（9月25日、笠倉出版社）全10名
- 女教師悪夢の罠 スペシャル（11月6日、エッチアールシー）他出演:小沢奈美、吉川りりあ、白鳥慶子
- Tバックバニー SPECIAL（11月6日、笠倉出版社）全8名
- キューティートライアングル（12月2日、アドテックス）
- AV TOP ギャルズベスト10 5 あぶない贈り物（12月11日 笠倉出版社 AJV33-70）全10名
- 神話こずえ（アロックス AJ-023）
- ファイナルエクスタシー（新東宝 Q-193）※引退作
- ランジェリー大会 濃縮20連発 8（ファイブスター FV-8911）全10名

1993年
- 若奥様スペシャル（1月18日、笠倉出版社）全10名
- リップメイト コレクション 朝岡実嶺・五十嵐こずえ ほか（1月30日、VIP）全5名
- 五十嵐こずえスーパーベスト（2月25日、アドテックス）
- 花嫁スペシャル 飯島愛・五十嵐こずえ ほか（2月27日、笠倉出版社）全6名
- おしゃぶり天国　お口にいれて（11月1日、オー・ケイ出版社）他出演:松下英美、ほか
- 平成マドンナ100選 1（11月5日、笠倉出版社 AJV74-48）全25名
- あぶない若妻スペシャル（11月13日、笠倉出版社）全20名
- 汗だくFUCK（シネマ・ムーン）
- ねじ込んだら膨張（アルテック）＊「天使のハンマー」を再編集したもの

1994年
- AV10年史 3（5月21日、VIP）全13名
- レンタルAV10年史 トップ20コレクション特選版 制服大図鑑（5月25日、二見書房 MV-103）全20名
- 平成AV年鑑（6月24日、笠倉出版社）全200名
- レイプマジック ヤラれるスリルがたまらない（9月12日、VIP）全6名
- AV巨乳年鑑 1（11月4日、笠倉出版社）全33名
- 120人の美女 AV秘蔵コレクション Part1（12月15日、笠倉出版社）全30名
- アリスたちのHな秘密（ビデオペガサス）他出演:坂口しおり、きららかおり、冬木あずさ、ほか 全5名
- 熱い奥ふかく注射を（アイデアル IDE-003）

1995年
- おしゃぶりゴックン21（2月11日、オー・ケイ出版社 OKV07-29）全21名

2000年
- デジタルリマスタリング 五十嵐こずえ（5月21日、ロイヤルアート）
- お宝スペシャル AVアイドルFUCK20連発（8月10日、ロイヤルアート）全20名

2001年
- エッチな看護婦さんスペシャル（2月28日、エイトマン）他出演:松下英美、田村香織、手塚莉絵、ほか 全6名
- Allure 2000 vol.2（8月24日、メディアバンク）他出演:小鳩美愛、黛ミキ、真田ゆかり、里見リカ、有森みゆき、麻宮純、橘ますみ 全8名
- 黄金伝説 きららかおり・桜樹ルイ・白石ひとみ・木田彩水・五十嵐こずえ ほか（8月24日、ロイヤルハート MKDV-047）全14名
- TEACHERS（8月31日、HRCホームビデオ）全5名

2002年
- M KING of BEST DVD 五十嵐こずえ・桜樹ルイ・美穂由紀 ほか（1月25日、ロイヤルアート MKDV-061）

2003年
- プロジェクトXXXフェロモン女優セレクション（7月18日、日本メディアサプライ）他出演:吉川りりあ、工藤ひとみ、橘ますみ、北原ななせ、クミコ・グレース、中沢慶子、小鳩美愛、後藤えり子 全10名
- ナース20年史 Deluxe 1（7月18日、エイヴィジャパン）全30名
- Forever Actress 01（9月11日、エイチ・アンド・ティー）※「天使のハンマー」「くよくよしないで」を収録

2004年
- アイドル伝説。五十嵐こずえ（7月1日、アイランド）
- LEGEND GIRLS 2（10月8日、エッチアールシー）他出演:あいだもも、美穂由紀、露木陽子、森村あすか 全5名

2005年
- Re:五十嵐こずえ（3月25日、ロイヤル・アート）※「リアル 五十嵐こずえ」「神話こずえ」を収録
- 濃縮リバイバー VOL.8（10月21日、グラントレコーズ）他出演:美穂由紀

2006年
- Actrice 6 1985～1995 トップAVアイドル Best 20（9月5日、アイザックTOKYO ZD-10）全20名

2007年
- 女優伝説（2月21日、チャンネルV）他出演:冬木あづさ
- 平成美女22人（8月1日、チャンネル・ヴィ HBS-001）全22名
- Legend 五十嵐こずえ（12月7日、エー・エス・ジェイ）※「ディープキッス」「東京スターダスト」「天使のハンマー」「こずえのスペルマハンター 絶頂！吸淫力」を収録

2010年以降
- 逆輸入 2010年過激無●正映像集ー女優編ー 野坂なつみ・あいだもも・五十嵐こずえ ほか（2010年10月7日、AVマーケット）全12名
- 美少女AV女優の頂点 1990年代セレクション（2012年1月7日、オールアダルトジャパン）全24名
- Legend Special vol.89 五十嵐こずえ（2014年1月24日、エー・エス・ジェイ GRAS-089）※「セクハラにはご用心！」「桃尻ナースの裏筋クリニック　ナマで何度も注射して…」「ファイナルファンタジー」を収録

発売年不明
- Forever フォーエバー 五十嵐こずえ（コレクターズ・システム販売 FOR-19）VHS
- 蜜戯　SEXスナイパー（メドゥーサ）
- ガラスのハイヒール（アドハウスDC PAS-115）
- WET Lingerie（濡れたランジェリー）（コメット映像 CV-02）VHS
- コレクター北条満編集 3 バック狂い・淫乱30人（コレクターズ・システム販売 HJM-03）VHS 全30名
- コレクター北条満編集 5 バイブ狂い・淫乱30人（コレクターズ・システム販売 HJM-05）VHS 全30名
- コレクター北条満編集 28　制服を姦る!!淫乱看護婦コレクション 1（コレクターズ・システム販売 HJM-28）
- コレクター北条満編集 44 完全絶頂コレクション痙攣60人D（コレクターズ・システム販売 HJM-44）VHS 全60名

### イメージビデオ
- Beppin ビデオマガジン ベッピン第30号（1992年1月20日、英知出版）
- Wai Wai くらぶ 創刊8号 五十嵐こずえ・藤岡未玖 ほか（発売日不明、リイド社）VHS

### アダルトビデオ（無修正）
- FUZZ Vol.72 伝説のAV女優 3 : 五十嵐こずえ（2006年11月27日、J-Spot/FUZZ）
- 危ないお薬 五十嵐こずえ（2011年11月6日、昔の名作裏ビデオ スーパーコレクション）
- 衝撃！裏ビデオに流出！！ 五十嵐こずえ（?、三共 UJ-02）VHS

### 映画
- 銀玉マサやん（1992年12月12日公開、竜企画）監督:村石宏實[2]

### オリジナルビデオ
- チャイナ・ロリータ（1994年5月27日、徳間ジャパンコミュニケーションズ）＊香港映画[3]

## 出版

### 写真集
- ビデオアイドルコレクション30通のラブレター 渡辺由架 小森愛 ほか(1991年1月1日、英知出版) 撮影:木村智哉 全30名
- 五十嵐こずえ写真集（1991年9月10日、スコラ） - 撮影:日影海平 ISBN 9784796200431
- VIDEO IDOL COLLECTION 30通のラブレター 小森愛・桜樹ルイ・あいだもも・高見沢杏奈・五十嵐こずえ ほか 全30名（1991年12月10日、英知出版）
- はつ恋（1992年1月15日、大陸書房） - 撮影:山木隆夫
- QUEEN（1992年4月7日、ＴＩＳ/ワニブックス） - 撮影:斉木弘吉 ISBN 9784847022548
- アダルトギャルの危ない下着 白石ひとみ・藤本聖名子・五十嵐こずえ ほか（1992年6月25日、大陸書房）
- 愁止符（1992年12月30日、英知出版） - 撮影:木村智哉
- 10CARATS STORIES PART-2 浅倉舞・五十嵐こずえ ほか 全10名（1993年7月5日、英知出版） - 撮影:木村智哉

### 雑誌
- FLASH 1991年5月21日号（光文社）
- URECCO 1991年6月号、10月号（ミリオン出版）
- オレンジ通信 1991年6月号、7月号、9月号（表紙）、10月号（東京三世社）
- アップル通信 1991年7月号（表紙）、10月号（三和出版）
- ベストカメラ 1991年7月号（少年画報社）
- AV-DATA’91 VOL.3（1991年8月4日、日本文芸社）
- スコラ 1991年8月8日号（スコラ）
- WEEKLY プレイボーイ 1991年9月10日号、1992年4月14日号、7月21日号（集英社）
- ビデオメイトDX 1991年9月号（少年出版社）
- ボディコン・スーパーライブ（1991年10月25日、ファースト出版）
- Girl Friends 1991年10月号（若生出版）
- ベストビデオ 1991年11月号（三和出版）
- Beppin 1991年11月号、1992年1月号（英知出版）
- FOXY VENUS（1991年12月25日、司書房）
- マスカットノート 1991年12月号（大洋書房）
- さくらんぼ通信 1991年12月号（大洋図書）
- GOKUH 1991年12月号、1993年1月号（英知出版）
- 魅惑のランジェリー 1991年12月号、1992年5月号、1994年4月号（光彩書房）
- ビデオボーイ 1992年1月号、4月号（英知出版）
- ACTRESS 1992年3月号（サン出版）
- Girl Friends ガール・フレンズ 1992年6月号（若生出版）
- LOVE MACHINE AV美少女ベスト・セレクション 1992 SUMMER（1992年7月25日、司書房）
- ギャルズ通信 1992年7月号（日本出版）
- お隣りのお姉さんドキドキ写真 1992年11月号（リイド社）
- Beppin School 1993年1月号（英知出版）
- 愛情写真（1993年6月15日、日正堂）
- 私を熱くさせナイト（?、翌檜社）

### 書籍
- 台風娘 浅井理恵・五十嵐こずえ（?、青春画報社）※ビニ本